# Bojangles
"Bojangles" es una canción del rapero estadounidense Pitbull. Fue lanzada en mayo de 2006 como el sencillo principal de su álbum El Mariel. Fue producida por Lil Jon. La remezcla incluye la colaboración de Lil Jon y Ying Yang Twins. El video musical, que presenta a los artistas invitados, fue objeto de controversia.

## Contenido
La canción hace referencia a una línea de uno de los Ying Yang Twins: «una Bojangles es una chica con pechos, piernas y alas», en alusión a la cadena de comida rápida Bojangles' Famous Chicken 'n Biscuits. Pitbull también menciona el álbum de Jay-Z de 1996, Reasonable Doubt, en la letra.

## Lista de canciones
Triple Pack
1. «Bojangles».
2. «Shake» – Ying Yang Twins con la colaboración de Pitbull y Elephant Man.
3. «Culo» con la colaboración de Lil Jon y Ivy Queen.

## Listas musicales
| Lista (2006)                           | Mejor posición |
| -------------------------------------- | -------------- |
| Estados Unidos (Billboard Hot 100)     | 91             |
| Estados Unidos (Hot R&B/Hip-Hop Songs) | 89             |
| EE. UU. Pop 100 (Billboard)            | 80             |
| Estados Unidos (Rhythmic)              | 28             |